# 나드렌제
나드렌제(독일어: Nadrensee)는 독일 메클렌부르크포어포메른주 포어포메른그라이프스발트군의 뢰크니츠펭쿤(Löcknitz-Penkun)에 속하고 있는 게마인데이다.